# Trésor de Puteaux

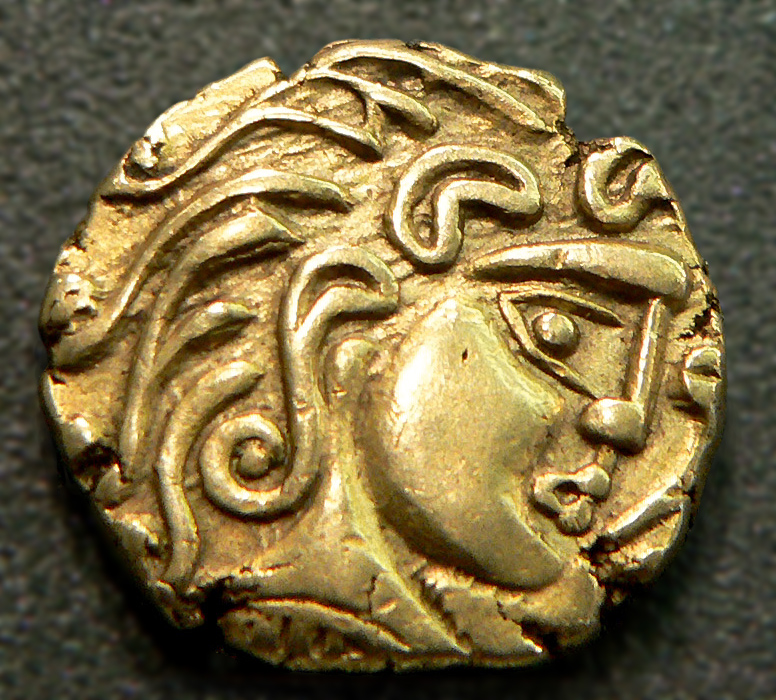
Statère d'or des Parisii, Classe II, entre 150 et 50 avant notre ère, avers.

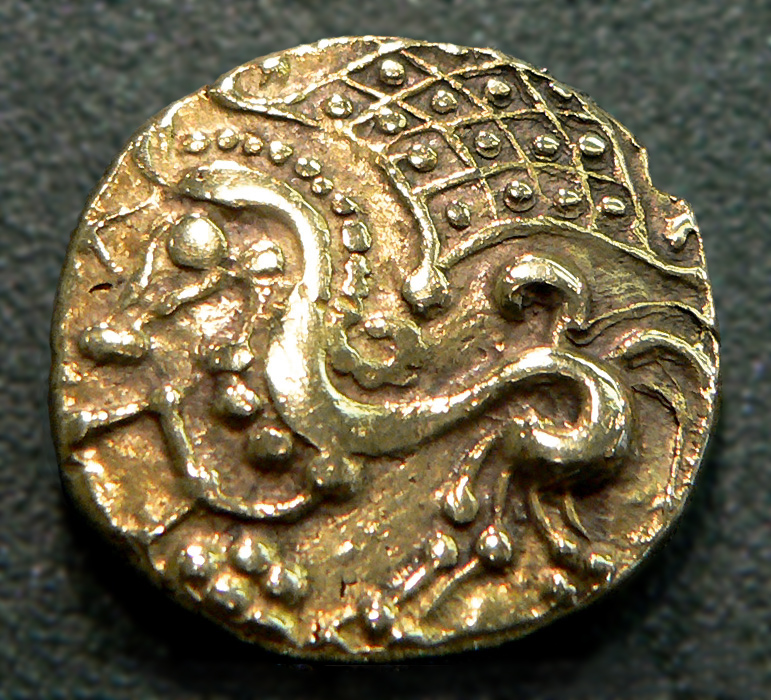
Statère d'or des Parisii, classe I, entre 150 et 50 avant notre ère, revers.

Le trésor de Puteaux est un lot de monnaies gauloises découvertes fortuitement en 1950 sur le territoire de la commune de Puteaux dans les Hauts-de-Seine. L'essentiel des monnaies sont des statères de la tribu des Parisii.

## Découverte
En novembre 1950, au cours de travaux d'élargissement d'une rue de Puteaux, des ouvriers découvrent un pot en terre contenant de nombreuses monnaies gauloises en or, le tout pesant 800 grammes.  Les circonstances exactes de la découverte restent imprécises et seule la moitié de la découverte a pu être étudiée par le Cabinet des Médailles.

## Constitution du trésor
Environ 120 statères de la tribu gauloise des Parisii sont décomptés dans des états de conservation variables. Au type à la tête stylisée d'Apollon pour la plupart, un autre au type de la croix globulée, cet ensemble constitue le plus grand nombre de statères des Parisii découverts en une fois et permet de faire avancer l'étude de ce type de pièce considéré comme le plus rare et le plus prestigieux de la numismatique gauloise. Les prix obtenus en vente aux enchères pour les plus beaux exemplaires atteignent des records pour la monnaie gauloise

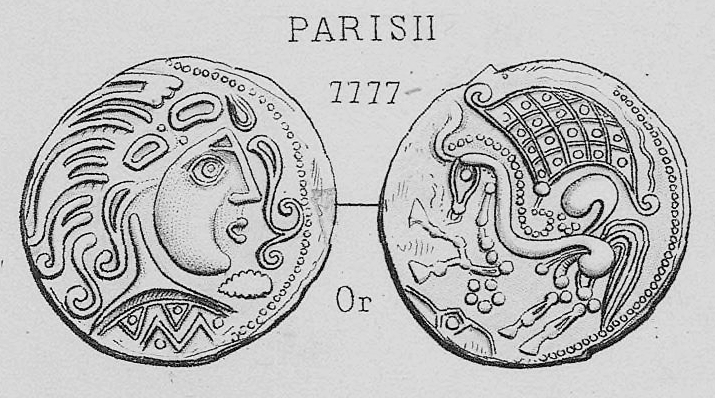
Reproduction d'un statère publiée par Henri de La Tour dans l'Atlas des Monnaies de Gaule (1892) sous le n° 7777, au type des trois statères du trésor achetés par la BnF. Gravure par Léon Dardel.

Les statères d'or des Parisii datent du IIe siècle av. J.-C. et se déclinent en plusieurs groupes (classe de I à VII). La majorité des statères de Puteaux appartiennent à la classe V. Leur poids se situe entre 6,8 et 7,8 g. Leur dessin est une réinterprétation celtique du statère de Philippe II de Macédoine qui circulait en Gaule. À l'avers, ils présentent la tête stylisée d’Apollon à droite, les cheveux disposés en grosses mèches et volutes, et au revers, un cheval stylisé à gauche, au cou orné d’une ligne perlée, au-dessus du cheval un motif  en forme de filet triangulaire subdivisé en petits losanges ornés d’un globule remplit le champ. La signification de ce filet astral ou tapis volant reste incertaine mais il est la caractéristique principale qui différencie le monnayage des Parisii.
Trois exemplaires de statères provenant de cette trouvaille ont été acquis par le Département des Monnaies, médailles et antiques de la Bibliothèque nationale de France.

## Autres trésors de statères des Parisii
En 1909, un trésor de 34 statères (classe V) a été découvert à l'angle du boulevard Raspail et de la rue de Grenelle ; quelques exemplaires ont pu être conservés. Un autre trésor a été trouvé à Charenton, sans plus de détails. D'autre monnaies isolées ont été recueillies sur une aire qui va de Gaillon à Bar-sur-Aube et de Noyon à Saumur, les découvertes importantes étant cependant situées en Île-de-France.